# Илясов, Николай Фёдорович
Николай Федорович Илясов (1909, город Самара, теперь Российская Федерация — май 1981, город Запорожье) — советский деятель органов государственной безопасности. Депутат Верховного Совета УССР 2-го созыва, депутат Верховного Совета РСФСР III созыва.

## Биография
Родился в семье крестьянина. Воспитывался в детском доме города Самары.
В марте — октябре 1925 года был учеником на мельнице № 61 города Самары. В октябре 1925 — июне 1928 г. — ученик школы ФЗУ мукомолов в городе Самаре. В июне — октябре 1928 года работал на Самарской госмельнице № 18.
В октябре 1928 — ноябре 1929 г. — студент мукомольного техникума в городе Ростове-на-Дону.
Член ВКП(б) с марта 1929 года.
В ноябре 1929 — декабре 1931 г. — студент Московского института технологии зерна и муки.
В декабре 1931 — феврале 1934 г. — ассистент Днепропетровского научно-исследовательского института зерна и продуктопереработки. В феврале — декабре 1934 г. — инженер Днепропетровского областного треста «Союзмука».
С декабря 1934 г. — на службе в войсках НКВД. В декабре 1934 — феврале 1936 г. — курсант 3-го Ленинградского мотомеханизированного полка НКВД.
В феврале 1936 — августе 1938 г. — инженер-конструктор механических мастерских Днепропетровского областного треста «Союзмука».
В августе 1938 — апреле 1939 г. — оперуполномоченный НКВД Украинской ССР. В апреле 1939 — марте 1941 г. — начальник 3-го отдела Экономического управления НКВД Украинской ССР.
В апреле — августе 1941 г. — начальник Управления Народного комиссариата государственной безопасности УССР по Сталинской области. В сентябре 1941 — августе 1942 г. — начальник Управления Народного комиссариата внутренних дел УССР по Сталинской области.
В августе 1942 — январе 1943 г. — начальник отдела НКВД УССР в городе Энгельс РСФСР. В январе — июне 1943 г. — начальник отдела НКВД УССР в городе Калач, РСФСР. В июне — июле 1943 г. — начальник отдела Управления Народного комиссариата государственной безопасности УССР по Ворошиловградской области.
В июле 1943 — июне 1948 г. — начальник Управления Народного комиссариата-Министерства государственной безопасности УССР по Ворошиловградской области.
В июне 1948 — марте 1953 г. — начальник Управления Министерства государственной безопасности СССР по Кемеровской области РСФСР. В марте 1953 — апреле 1954 г. — начальник Управления Министерства внутренних дел СССР по Кемеровской области РСФСР.
В июле 1954 — июне 1960 г. — заместитель председателя Комитета государственной безопасности при Совете Министров Якутской АССР.
В июне 1960 — апреле 1962 г. — начальник 1-го отдела предприятия почтовый ящик № 57 в городе Запорожье. В апреле 1962 — феврале 1963 г. — начальник отдела Совета народного хозяйства Запорожского экономического административного района.
В феврале 1963 — ноябре 1971 г. — начальник отдела техники безопасности Запорожского трансформаторного завода. В ноябре 1971 — июле 1975 г. — начальник отдела техники безопасности Запорожского объединения «Запорожтрансформатор». В июле 1975 — июле 1977 г. — старший инженер отдела техники безопасности Запорожского объединения «Запорожтрансформатор».
С июля 1977 г. — на пенсии в городе Запорожье.

## Звание
- старший лейтенант государственной безопасности (28.04.1939)
- капитан государственной безопасности (28.04.1941)
- подполковник государственной безопасности (11.02.1943)
- полковник государственной безопасности (28.01.1944)

## Награды
- орден Трудового Красного Знамени (23.01.1948)
- орден Красного Знамени (10.04.1945)
- орден Отечественной войны 2-й ст. (29.10.1948)
- два ордена Красной Звезды (20.09.1943, 25.06.1954)
- 12 медалей
- заслуженный работник НКВД (28.05.1941)